# Myospalax myospalax
Myospalax myospalax é uma espécie de roedor da família Spalacidae. Pode ser encontrado na Rússia (Sibéria Ocidental) e no leste do Cazaquistão.